# Улица Труда (Колпино)
У́лица Труда́ — улица в городе Колпино Колпинского района Санкт-Петербурга. Проходит от Соборной улицы до Октябрьской улицы, на перекрёстке с которой образована Привокзальная площадь (название неофициальное) перед железнодорожной станцией Колпино.

## История
С 1850-х годов называлась Тро́ицкой улицей — по церкви Святой Троицы (не сохранилась), от которой начиналась. В 1918 году была переименована в улицу Труда — в честь трудящихся Советского Союза.

## Пересечения
- Соборная улица
- улица Культуры
- Вокзальная улица
- Банковский переулок
- Октябрьская улица